# 230 км (зупинний пункт, Придніпровська залізниця)
Платформа 230 км — пасажирський залізничний зупинний пункт Дніпровської дирекції Придніпровської залізниці на електрифікованій лінії Нижньодніпровськ-Вузол — Синельникове II між станціями Іларіонове (15 км) та Синельникове II (5 км). Розташований біля селищ Георгіївка та Раївка Синельниківського району Дніпропетровської області. Поруч пролягає автошлях Т 0401.

## Пасажирське сполучення
На Платформі 230 км зупиняються приміські електропоїзди до кінцевих станцій Дніпро-Головний, Лозова, Межова, Запоріжжя II, Синельникове I та Чаплине.